# 尼古拉·切尔卡索夫
尼古拉·康斯坦丁诺维奇·切尔卡索夫（1903年7月27日—1966年9月14日），苏联电影男演員。苏联人民艺术家。

## 生平
1903年生于圣彼得堡。1919年开始在马林斯基剧院、莫斯科大剧院等地担任默劇演员。1926年毕业于列宁格勒舞台艺术学院，在少年剧场表演舞台节目。1933年起在普希金话剧院工作。
在他四十多年的演艺生涯中，扮演过工人、农民、士兵、科学家、评论家、皇帝和王子等诸多形象。在《波罗的海代表》中，他深刻地表现出波列沙耶夫的复杂的心情，把学者蒂米利亚泽夫的真实形象再现于银幕上。在爱森斯坦里程碑性的有声电影《亞歷山大·涅夫斯基》中，他塑造了俄国军事家亚历山大·涅夫斯基英勇而富有远见的形象。在影片《天才发明家》中，他出色地表现了俄国发明家亚历山大·波波夫|波波夫的远大志向、深刻思想和崇高爱国心。
他的演艺备受斯大林的青睐。一生一共获得五次斯大林奖，一次列宁奖。1947年被授予“苏联人民艺术家”荣誉称号。1966年因肺氣腫和心脏衰竭在故乡去世，享年63岁。他被安葬在亚历山大·涅夫斯基修道院季赫温公墓。

## 主要出演电影
| 年份 | 电影                   | 饰演              | 注释                 |
| ---- | ---------------------- | ----------------- | -------------------- |
| 1936 | 《波罗的海代表》       | 波列沙耶夫        |                      |
| 1936 | 《格兰特船长的儿女们》 | 地理学家巴加内尔  |                      |
| 1937 | 《彼得大帝》           | 阿列克谢王子      |                      |
| 1938 | 《金银岛》             | 比爾·蓬斯         |                      |
| 1938 | 《亞歷山大·涅夫斯基》  | 亚历山大·涅夫斯基 | 获1941年斯大林一等奖 |
| 1939 | 《列寧在1918》         | 高尔基            |                      |
| 1944 | 《伊凡雷帝》           | 伊凡四世          |                      |
| 1949 | 《天才发明家》         | 亚历山大·波波夫   | 获1951年斯大林二等奖 |
| 1949 | 《巴甫洛夫》           | 高尔基            |                      |
| 1949 | 《斯大林格勒战役》     | 罗斯福            |                      |
| 1950 | 《作曲家莫索尔斯基》   | 斯塔索夫          |                      |
| 1957 | 《堂吉诃德》           | 堂吉诃德          |                      |
| 1963 | 《一切留给人们》       | 德罗诺夫院士      | 获1964年列宁文艺奖   |

## 轶闻
由于俄国军事家亚历山大·涅夫斯基没有在史书中留下图像，切尔卡索夫饰演的形象后来被描绘在亚历山大·涅夫斯基勋章上。

## 汉译本
- 别林. . 演员小丛书. 由张广/李溪桥翻译 第1版. 北京: 中国电影出版社. 1958年9月.
- 契尔卡索夫. . 由姚格之翻译 第1版. 北京: 中国电影出版社. 1958年7月.
- 契尔卡索夫等. . 由江韵辉等翻译 第1版. 北京: 中国电影出版社. 1957年3月.
- 契尔卡索夫. . 由陆仁/志刚翻译 第1版. 北京: 中央电影局. 1952年12月.